# Rivellia concisivitta
Rivellia concisivitta är en tvåvingeart som först beskrevs av Walker 1862.  Rivellia concisivitta ingår i släktet Rivellia och familjen bredmunsflugor. Inga underarter finns listade i Catalogue of Life.